# Spria
Spria – wieś w Rumunii, w okręgu Bacău, w gminie Colonești. W 2011 roku liczyła 210 mieszkańców.